# Redectis straminea
Redectis straminea är en fjärilsart som beskrevs av George Francis Hampson 1926. Redectis straminea ingår i släktet Redectis och familjen nattflyn. Inga underarter finns listade.